# Championnat de France de football de deuxième division 1951-1952
Navigation
Division Interrégionale 1950-1951 Division Interrégionale 1952-1953
Le Championnat de France de football D2 1951-1952 avec une poule unique de 18 clubs, voit l’attribution du titre au Stade français, qui accède à la première division en compagnie du SO Montpelliérain.

## Les 18 clubs participants
- Olympique d'Alès
- Amiens SC
- SCO Angers
- RCFC Besançon
- AS Béziers
- AS Cannes
- FC Grenoble
- Le Mans UC
- AS Monaco
- SO Montpellier
- FC Nantes
- CA Paris
- FC Rouen
- Stade Français
- SC Toulon
- Toulouse FC
- AS Troyes
- Valenciennes FC

## Classement final
| #  | Club             | Joués | V  | N  | D  | bp:bc  | +/- | Points |
| -- | ---------------- | ----- | -- | -- | -- | ------ | --- | ------ |
| 1  | Stade Français   | 34    | 27 | 2  | 5  | 100-38 | +62 | 56     |
| 2  | SO Montpellier   | 34    | 21 | 5  | 8  | 68-37  | +31 | 47     |
| 3  | Valenciennes FC  | 34    | 17 | 9  | 8  | 68-44  | +24 | 43     |
| 4  | FC Nantes        | 34    | 17 | 8  | 9  | 61-57  | +4  | 42     |
| 5  | AS Monaco        | 34    | 16 | 8  | 10 | 54-40  | +14 | 40     |
| 6  | SCO Angers       | 34    | 16 | 8  | 10 | 64-57  | +7  | 40     |
| 7  | FC Grenoble      | 34    | 16 | 4  | 14 | 64-55  | +9  | 36     |
| 8  | RCFC Besançon    | 34    | 13 | 9  | 12 | 83-65  | +18 | 35     |
| 9  | SC Toulon        | 34    | 14 | 7  | 13 | 56-63  | -7  | 35     |
| 10 | FC Rouen         | 34    | 13 | 8  | 13 | 64-44  | +20 | 34     |
| 11 | AS Troyes        | 34    | 13 | 8  | 13 | 58-56  | +2  | 34     |
| 12 | Toulouse FC      | 34    | 14 | 6  | 14 | 52-57  | -5  | 34     |
| 13 | AS Cannes        | 34    | 12 | 13 | 9  | 57-77  | -20 | 27     |
| 14 | CA Paris         | 34    | 12 | 3  | 19 | 38-52  | -14 | 27     |
| 15 | AS Béziers       | 34    | 9  | 6  | 19 | 41-63  | -22 | 24     |
| 16 | Amiens SC        | 34    | 7  | 8  | 19 | 43-84  | -41 | 22     |
| 17 | Le Mans UC       | 34    | 7  | 5  | 22 | 45-87  | -42 | 19     |
| 18 | Olympique d'Alès | 34    | 5  | 7  | 22 | 42-82  | -40 | 17     |

# position ; V victoires ; N match nuls ; D défaites ; bp:bc buts pour et buts contre
 Victoire à 2 points

## Barrages
- à Saint-Étienne : Valenciennes FC 3 - 1 Olympique de Marseille
- à Saint-Ouen : Olympique de Marseille 4 - 0 Valenciennes FC

Marseille conserve sa place en première division.

## À l’issue de ce championnat
- Le Stade français et le SO Montpellier sont promus en championnat de première division.
- Équipes reléguées de la première division : l'Olympique lyonnais et le RC Strasbourg.
- L’Amiens AC et Mans Union Club 72 abandonnent le statut professionnel  et retournent dans le championnat amateur.
- Équipes accédant au statut professionnel : le FC Perpignan et le Red Star Olympique.